# 全面進化
是一部於2014年上映的英、美、中國合拍的科幻電影。為電影攝影師瓦利·費思特執導的電影處女作，由傑克·帕格倫撰寫劇本。電影主演包括強尼·戴普、麗貝卡·豪爾、凱特·瑪拉、基利安·墨菲、摩根·弗里曼和保羅·彼特尼。由與費斯達合作許久的知名導演克里斯托弗·諾蘭擔任本片的執行製片人。北美於2014年4月18日發行、而台灣則是到2014年5月8日才上映。
有一段時間，帕格倫的劇本被列為難以發展的好萊塢電影黑名單中，而後來受到了歡迎，而成功開始執行製作。然而，《全面進化》獲得了褒貶不一的評價和失敗的票房。

## 劇情
頂尖的人工智能的科學家威爾·卡斯特和妻子艾芙琳、好友麥克斯是一個積極研究開發人工智慧和先進電腦的團隊，試圖研發出超越以往科技和永續生命的技術，在他們一番努力下，終於突破了技術奇異點（Technological Singularity），創造出了能夠超越人腦的電腦。然而，這也改變了一切，深深愛著威爾的艾芙琳在恐怖組織「R.I.F.T.」以放射性物質的子彈暗殺了威爾之後，決定將威爾的意識上載到先前開發的量子電腦之中，本以為失敗了，但威爾卻奇蹟似地和電腦網路連結而重生。以電腦人復活的威爾開始嘗試更驚人的實驗，而R.I.F.T.組織也知曉了這一切，打算再次展開行動……。

## 演員
- 強尼·戴普 飾 威爾·卡斯特博士（Dr. Will Caster），片中主角，一位人工智能的科學家。
- 摩根·弗里曼 飾 約瑟夫·泰格爾（Joseph Tagger）。威爾的好友，同為研究人工智慧的科學家。
- 麗貝卡·豪爾 飾 艾芙琳·卡斯特（Evelyn Caster），威爾的妻子，資深學者。
- 凱特·瑪拉 飾 布蕾（Bree），革命性的獨立科技（R.I.F.T.）的領導者。
- 基利安·墨菲 飾 唐納德·布坎（Donald Buchanan），一位聯邦調查局（FBI）特工。[4]
- 科爾·豪瑟 飾 史蒂文斯上校（Colonel Stevens），一名軍官。[5]
- 保羅·彼特尼 飾 麥克斯·沃特斯（Max Waters），威爾最好的朋友。
- 小克利夫頓·柯林斯 飾 馬丁（Martin）[6]
- 科里·哈德里克（英语：Cory Hardrict） 飾 喬爾·艾德蒙（Joel Edmund），R.I.F.T.組織的成員。[4]

## 發行

### 評價
《全面進化》獲得了大多混合性和負面的評價，Metacritic上45家媒体综评42分，烂番茄新鲜度只有19%。評論家认为影片的邏輯和故事線比较贫瘠。
美媒认为：“从头到尾都是瞎扯，犹如一场毫无意义的噩梦，没有丝毫情节！剧情犹如碎片四处飘散”，“片中有大量的人工智能理论，但讽刺性在于，整部影片没有半点智能之处”，“影片没有反角、没有刺激点，更没有高潮点，除了诺兰粉丝的捧场外，我看不出有谁会有兴趣来观看本片”。
被《时代杂志》评为年度十大差片第九名。

### 票房
美国首周末收获1115万美元名列第四位，次於《美國隊長2：酷寒戰士》、《里約大冒險2》和《真的有天堂》。
台北首周末收获615万新台币列第二位。

## 外部連結
- 互联网电影数据库（IMDb）上《全面進化》的资料（英文）
- Box Office Mojo上《全面進化》的資料（英文）
- 爛番茄上《全面進化》的資料（英文）
- 豆瓣电影上《全面進化》的資料 （简体中文）
- Metacritic上《全面進化》的資料（英文）
- AllMovie上《全面進化》的资料（英文）